# 然加拉
然加拉，是哈薩克斯坦的城鎮，位於該國西部西哈薩克斯坦州，是然加拉區的首府，面積約為9平方公里，距離烏拉爾斯克250公里，2019年人口8,637。